# 辛德曼堡战役
阿肯色波斯特战役（Battle of Arkansas Post），或称辛德曼堡战役（Battle of Fort Hindman），发生在1863年1月9日-11日，靠近阿肯色波斯特的阿肯色河口上，是美国内战中攻克维克斯堡战役的一部分。

## 战役背景
为保护阿肯色河和防止联邦军队打开通往小石城的通道，邦联军队在派恩布拉夫城下游45英里处，阿肯色波斯特附近，河北侧25英尺高的悬崖上，建造了一个大型的，四面的土方工事。
炮台俯瞰着河上下游一英里的视野范围。它是一个用于扰乱密西西比河上航运的基地。为纪念阿肯色的托马斯C.辛德曼将军，该堡被命名为辛德曼堡。它当时驻扎有约5000人，主要是下了马重新部署为步兵的德克萨斯骑兵，和阿肯色州的步兵，编成三个旅，处于托马斯•J•丘吉尔准将的指挥之下。在1862-63年之交的冬季，疾病和处于脆弱的补给链的末端的生活让驻扎在辛德曼堡的守军所处形势严峻。
联邦军队约翰•马克克拉南（John A. McClernand）少将是一个雄心勃勃的政治家。为了得到军旅的光荣和随后的政治利益，他得到了亚伯拉罕•林肯总统的允许，发动军团规模的攻势，准备攻克田纳西州的孟菲斯到维克斯堡一线。
该计划是与田纳西陆军司令员，少将尤利塞斯格兰特的意见有违的。马克克拉南下令格兰特的下属，少将威廉•T•谢尔曼麾下的兵团加入他的部队，称这两个兵团为密西西比河陆军，总人数约33,000人。 1月4日，在已经通知了林肯（但是并没有刻意去通知格兰特或者大上司，少将亨利•W•哈勒克）的情况下，他对阿肯色波斯特，而不是维克斯堡，开始了陆海军联合的军事行动。

## 战役过程

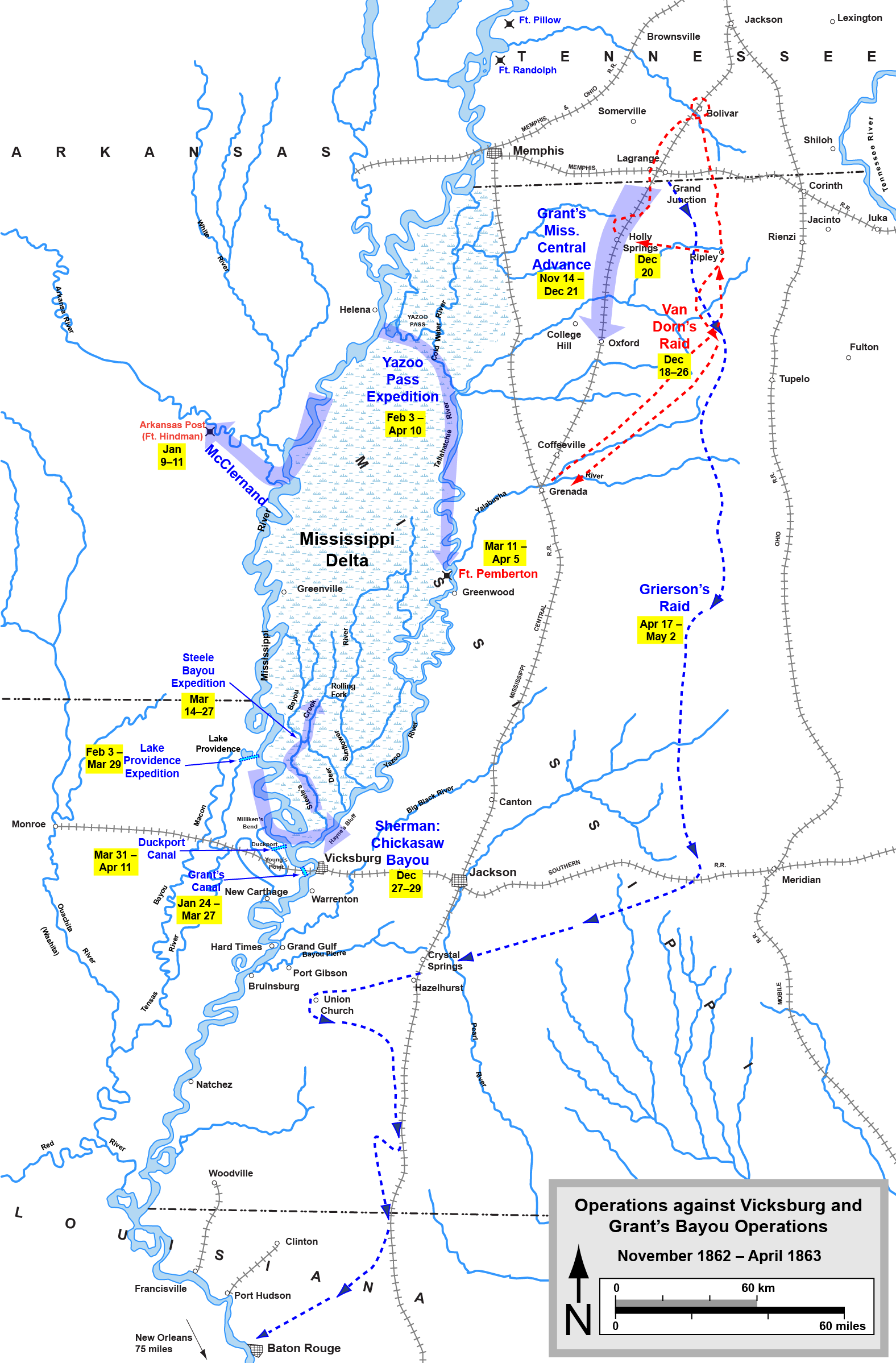
对维克斯堡的行动，包括此后对阿肯色波斯特的远征.
邦联
联邦

### 1月9日
1月9日傍晚，联邦的部队在Notrebe的种植园，一个距阿肯色波斯特3英里的地方登陆。从河的上游开向辛德曼堡的军队与谢尔曼的部队一同占领了邦联军队的战壕。敌邦联军队后撤到阿肯色河的东岸，以寻求堡垒的保护，密密麻麻的步枪坑布满了整片土地。 截止到第二天早上11:00，其余的联邦军队都上了岸。丘吉尔被联邦军队压倒性的优势惊呆了，立即向他的上级西奥菲勒斯•H•霍姆斯求救。霍姆斯建议丘吉尔道“......要么坚持到救援到来，要么直至全部死亡。”

### 1月10日

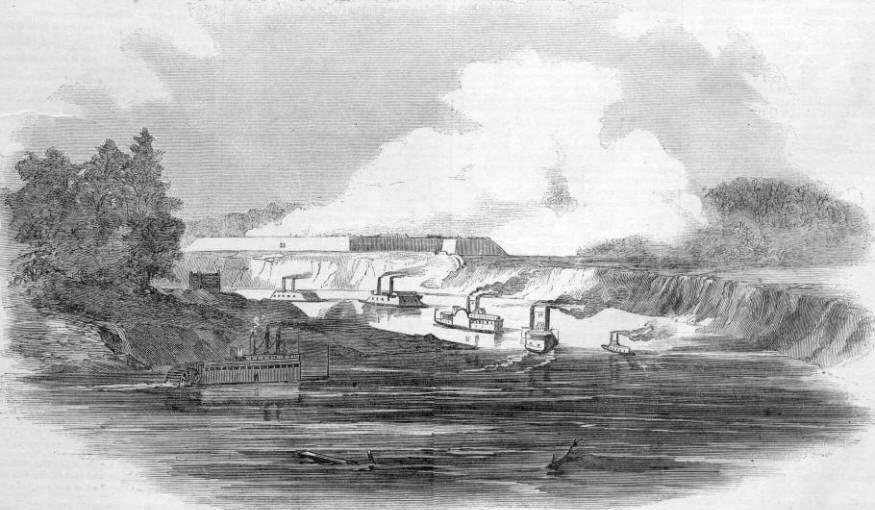
海军对阿肯色波斯特的炮击.

1月10日联邦军队沿河向上游前进，全面包围了邦联驻军。乔治•沃克•摩根的下属彼得J•奥斯特豪斯师中的两个旅在大部队的运动中分开了。上校丹尼尔W. Lindsey的旅在堡垒对面的河岸上了岸，上校约翰•德Courcey的旅则在最初登陆的地方被救了上来。摩尔根建议奥斯特豪斯（和他剩下的部队）沿着河岸跟着他其余的被安德鲁•史密斯统帅的部队前进。谢尔曼跟着大卫史都华的部队沿着河前进，并派他其他在弗雷德里克斯蒂尔内陆的部队去需找一个侧翼迂回路线，但是由于沼泽地和难以通行的道路，最终没能成功。摩尔根的最开始占领了邦联军队战壕的先遣部队大部分被下马的德州骑兵控制了。
当马克克拉南的士兵攻击击堡垒的时候，波特的炮艇：男爵迪卡尔布号，路易斯维尔号和辛辛那提号也进攻堡垒。海军在400码的范围内攻击堡垒。联邦军队的装甲舰响尾蛇号由于靠得太近搁浅了，在一个堡垒炮火的盲点处猛烈开火。几个小时过后，海军的炮击已经给邦联军队的火炮造成了巨大的损伤。与此同时，马克克拉南还派一个陆军中尉爬上树去观察摩尔根和谢尔曼的部队是否已经就位。中尉报告道，他们已经就位并且准备好突袭，但是谢尔曼的部队仍然还困在沼泽地里向目的地前进。同时，海军认为当时对于步兵突袭来说太黑了，尽管当时一些小规模的冲突已经发生了。

### 1月11日

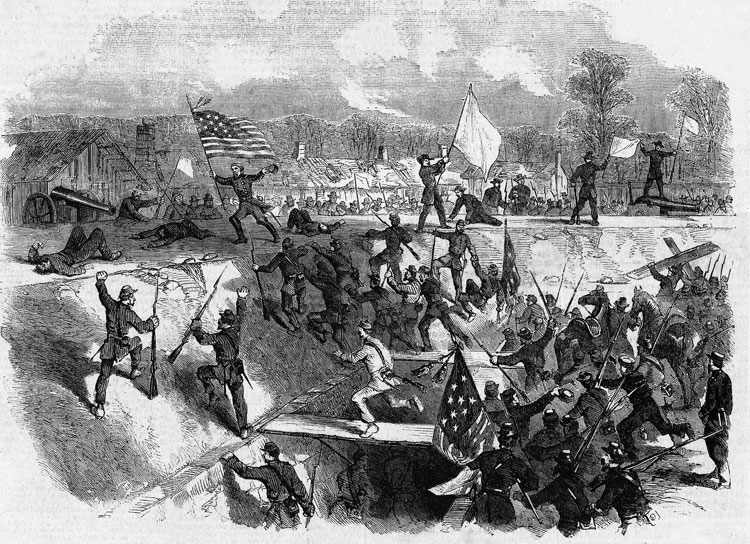
Stephen G. Burbridge将军在占领堡后插上联邦旗帜.

1月11日上午马克克拉南的部队被部署成弧形，面对辛德曼堡和它的步枪阵地。驻扎在阿肯色河上从西向东的是Steele, Stuart, Smith和Osterhaus率领的四个师。丘吉尔的防御则是由左边James Deshler上校和右边Robert Garland上校各自率领的一个旅组成。
马克克拉南的步兵于下午1:00左右开始进攻，但是在第一次几乎没有取得什么进展。与此同时大卫波特的炮艇在Lindsey上校旅的帮助下向里移动，准备跨河炮击。在一小时之内，堡的东面被夷为平地，其火炮沉默。Steele在西面的攻击则是以Charles E. Hovey与John M. Thayer，还有作为预备队的Francis P. Blair, Jr.的旅为主导的。在东部，在Giles Smith和Thomas Kilby Smith上校的旅的支持下，Stuart与Deshler手下阿肯色和德克萨斯的士兵的步枪阵地相对峙。在中部，在William J. Landram上校的支援下，A.J. Smith以Stephen G. Burbridge准将的旅为先头攻击部队。Burbridge的士兵们被卷入了一场造成了超过本次战役联邦军三分之一伤亡的轻兵器战斗。Osterhaus以A. Sheldon上校的一个单独的旅向堡垒发起了进攻。
下午4:30马克克拉南正计划对守军进行一次大规模的袭击时，投降的白旗出现了。战斗结束得有点混乱。Lidnsey旅的步兵爬上辛德曼堡的废墟，波特的炮艇搭载着他们渡过了河。波特亲自接受了管辖堡垒的火炮的上校约翰Dunnington的投降。在一面休战旗的下斯蒂尔将军进入一个炮弹坑里同上校Deshler讨论投降的事。当他们两个人商量的时候，Deshler注意到斯蒂尔的士兵不断靠拢，要求要有人下令让他们停止开火，否则他会再次开火。谢尔曼将军赶到现场亲自寻找丘吉尔。然而，当丘吉尔和上校加兰开始参与了一场关于投降的争论中时，谢尔曼却在一旁站着。加兰声称他已被令投降，而丘吉尔则否认下过这样的命令。上校Deshler从他前面站起身来，向他们宣称自己压根没有投降过，而且一直在坚持重新组织战斗。谢尔曼指出联邦军队已经几乎占领了邦联的领地，结束这场争论。一些联邦士兵甚至已经开始解除邦联军的武装了。最后一个联邦的参谋进了堡垒，并要求海军撤出，以方便A.J. Smith的陆军可以接管。然而，此时堡垒已经向波特投降。具有海军背景的上校Dunnington为向一位海军而不是步兵投降感到一丝安慰。

## 战役结果
阿肯色波斯特之战使邦联军队在阿肯色四分之一的兵力丧失，也是1865年内战结束前密西西比河以西最大规模的投降。
联邦军队伤亡1047人，其中134人阵亡；邦联军损失了近5500人，几乎全是投降的。尽管联邦军队的损失很大而且也无益于攻取维克斯堡，但是它消除了联邦军队在密西西比河上运输的一大障碍。格兰特对马克克拉南打乱自己计划擅自行动非常不满，令他回到密西西比，并解除了他对密西西比军的领导权，从此一个人指挥维克斯堡战役。

### 脚注
^ 邦联军指挥官报告60死亡，80人受伤，但因为他还报告在战斗中男性比实际少投降，这些数字被认为是低估。NPS battle description（南北战争遗址咨询委员会），引用了1,047名联邦士兵，“约5500”名邦联士兵的损失数字。
1. 1 2  Eicher, 2001, p. 432.
2. ↑  Huffstot, 1969, p. 11
3. ↑  Huffstot, 1969, p. 7 & 8
4. ↑  . Civil War Daily Gazette.   [February 2013]. （原始内容存档于2014年5月6日）.
5. 1 2  Huffstot, 1969, p. 8
6. 1 2 3 4  Christ, 2010
7. ↑  Huffstot, 1969, p. 9
8. 1 2  Smith, 2013
9. ↑  Huffstot, 1969, p. 9 & 10
10. ↑  Huffstot, 1969, p. 10

### Bibliography
- . February 7, 1863  [January 2013]. （原始内容存档于2008-07-04）.
- Christ, Mark K. . Encyclopedia of Arkansas History & Culture. December 31, 2010  [January 2013]. （原始内容存档于2019-03-26）.
- Eicher, David J. . New York: Simon & Schuster. 2001. ISBN 0-684-84944-5.
- Heartsill, W. W. . Jackson, Tenn: McCowat-Mercer Press. 1953.
- Huffstot, Robert S.  (PDF). National Park Service. 1969  [2014-05-05]. （原始内容 (PDF)存档于2012-11-07）.
- Kennedy, Frances (编).  2. Boston: Houghton Mifflin Co. 1998. ISBN 0-395-74012-6.
- Kiper, Richard L. . Kent State University Press. 1999  [2014-05-05]. ISBN 9780873386364. （原始内容存档于2015-01-19）.
- Meyers, Christopher C. . McFarland. 2010  [2014-05-05]. ISBN 9780786459605. （原始内容存档于2015-01-20）.
- Miller, Charles Dana. . Kent State University Press. 2004. ISBN 0873387856. OCLC 53477492.
- Smith, Sam. . Civil War Trust. 2013  [January 2013]. （原始内容存档于2016-07-06）.
- . Woodson Research Center, Fondren Library, Rice University. : 125  [December 2013].

## 扩展阅读
- "McClernand Arrives, Ousts Sherman and Makes His Very Own Army, January 5, 1863". Civil War Daily Gazette. Retrieved February 2013.
- "Battle Summary:Arkansas Post". National Park Service. Retrieved January 2013.
- "Harper's Weekly". February 7, 1863. Retrieved January 2013.
- Christ, Mark K. (December 31, 2010). "Battle of Arkansas Post". Encyclopedia of Arkansas History & Culture. Retrieved January 2013.
- Eicher, David J. (2001). The Longest Night: A Military History of the Civil War. New York: Simon & Schuster. ISBN 0-684-84944-5.
- Heartsill, W. W. (1953). Fourteen hundred and 91 days in the Confederate Army,. Jackson, Tenn: McCowat-Mercer Press.
- Huffstot, Robert S. (1969). The Battle of Arkansas Post. National Park Service.
- Kennedy, Frances, ed. (1998). The Civil War Battlefield Guide (2 ed.). Boston: Houghton Mifflin Co. ISBN 0-395-74012-6.
- Kiper, Richard L. (1999). Major General John Alexander McClernand:Politician in Uniform. Kent State University Press. ISBN 9780873386364.
- Meyers, Christopher C. (2010). Union General John A. McClernand and the Politics of Command. McFarland. ISBN 9780786459605.
- Miller, Charles Dana (2004). The struggle for the life of the republic : a Civil War narrative by Brevet Major Charles Dana Miller, 76th Ohio Volunteer Infantry. Kent State University Press. ISBN 0873387856. OCLC 53477492.
- Smith, Sam (2013). "The Battle of Arkansas Post". Civil War Trust. Retrieved January 2013.
- William Williston Heartsill journal, 1861-1866, MS 035. Woodson Research Center, Fondren Library, Rice University. p. 125. Retrieved December 2013.